# QIX
『QIX』（クイックス）は、タイトーが1981年に業務用ゲームとして発売した陣取りゲームである。
タイトーアメリカが開発した本作は現地で人気を博したことから、急遽日本でも導入が決まった。「全米人気No.1」という触れ込みで設置を増やし、日本でもヒット作となった。
タイトルの『QIX』とは、開発者であるランディ・ファイファーの車のナンバープレートが「JUS4QIX」であったことから名付けられている。また、英語的な本来の読み方は「キックス」となっている。
エリアを作った部分の背景が見えるようにした続編が作られた後、金子製作所の『ギャルズパニック』などこれを利用した脱衣系ゲームのジャンルの一つとしても定着した。
また、QIXは領域の外側を動いていくものに対し、フィールドの中心から始めて領域の内部を自由に動くことができるタイプが現われた一方、接触してはならないものが増えた。

## ゲーム内容

### システム
プレイヤーは四角で構成されたフィールド内にあるマーカー（自機）を動かし、QIXと呼ばれる線状の物体（生物）に触れないようにしながらフィールドの領域内にラインを引いて面（エリア）を作る。エリアの総面積が各ステージで要求している占有率に達するとQIXが消滅してクリアとなり次のステージへと移る。なお最初のステージで要求する占有率は75%（設定による）である。QIX自体の大きさは、QIXが動けるフィールドの大きさによって縮小し、エリア形成によってさらに狭いフィールドに追い込むことができる。
得点は、1回のエリア作成での面積、規定された占有率の超過分で獲得できる。QIXが2匹いるときにそれぞれを分断するようなラインを引くと、そのステージはクリアとなって、次のラウンドから獲得点数倍率が（成功回数+1）倍に跳ね上がる。最大で9倍まで上昇するが、1度でもミスをすれば倍率は1倍に戻る。
なお、規定時間経過毎にフィールドの外周を移動する敵「スパークス」が出現する。通常「スパークス」はエリアの境界線（引き終わって確定したラインと外周）しか通らないが、その後もクリアせずにスパークスの上限数まで出現した場合、（マーカーが引いている最中の）ラインにも入り込んで追ってくるようになる。
さらに、ライン引きの動作を中断して制止して一定時間が経過すると、ラインの根元から「ヒューズ」が出現し、自機を追い回す。ヒューズはラインを引いている間はその場にとどまるが、自機がライン引きを再度制止するとそのたびに自機に向かっていく。一度ヒューズが出現すると引き戻しができなくなるが、エリア作成をすると消滅する。

### ラインとエリア
マーカーは、ラインボタンを押しながらフィールドの領域内に向かってレバーを倒すと、領域内にラインを引く事ができる。ラインをフィールドの領域外で結ぶ事で、フィールド領域内にエリアを作る事ができる。エリアは、QIXがいない部分にできる。
ラインボタンは「高速」と「低速」の2種類があり、それがそのままマーカーがラインを引く速度につながっている。エリアが完成すると、高速は青色、低速では赤色に染まる。高速に比べて低速で囲んだほうがラインの面積の得点が高いため、要所で使い分けることが高得点へのカギとなる。なお、ライン引きの中途における低速から高速、もしくは逆の速度切り替えは可能だが、どちらも最終的に高速で囲んだと判定される。
基本的に生成したエリア内を通過することはできないが、エリアの頂点部分を起点にラインを引きその頂点に誤差なく接続することで、ラインの分岐路を作ることが可能。

### ミスの条件
- ラインを引いている最中に、QIXがそのラインやマーカー自身に触れる。
- 「スパークス」と呼ばれる物体にマーカーが触れる。
- 「ヒューズ」に追いつかれる。

### バグなど
- ほんの少しだけ面を確保した瞬間にQIXがラインに触れると、自機が確保した面を逆側に判定（QIXがいる方）されてしまい、その確保した面は塗り潰されず、同時にそれ以外が塗り潰され99パーセントでのクリアとなる。
- ラインを折り返しながら、それと直角に1ドットずつ前進するようにジグザグに引いていくと、スパークスが迷子になって追ってこられなくなる。ヒューズはこの限りではない。またこの現象はエリアを完成させると解消される。
- 特定の領域を形成し、そこにヒューズを覆うように領域を形成すると、ヒューズがその中から出てこれなくなるテクニックがある。

## 他機種版および移植版
アーケード版は縦画面であったが、家庭用では横画面向けに画面構成が再構成されている（イーグレットツー ミニ版を除く）。
| No. | タイトル                    | 発売日                                    | 対応機種                                              | 開発元                                        | 発売元                 | メディア                                   | 型式         | 売上本数 | 備考                                              |
| --- | --------------------------- | ----------------------------------------- | ----------------------------------------------------- | --------------------------------------------- | ---------------------- | ------------------------------------------ | ------------ | -------- | ------------------------------------------------- |
| 1   | QIX                         | 1982年                                    | Atari 5200 Atari 8ビット・コンピュータ                | Designer Software                             | アタリ                 | ロムカセット                               | CX5212       | -        |                                                   |
| 2   | QIX                         | 1983年                                    | FM-7                                                  | フェニックス（タカラ）                        | フェニックス（タカラ） | カセットテープ                             | -            | -        |                                                   |
| 3   | QIX                         | 1989年                                    | Amiga Apple II PC/AT互換機 コモドール64 コモドール128 | Alien Technology Group                        | タイトー               | フロッピーディスク                         | -            | -        |                                                   |
| 4   | QIX                         | 1990年                                    | Apple IIGS                                            | Alien Technology Group                        | タイトー               | フロッピーディスク                         | -            | -        |                                                   |
| 5   | QIX                         | 1990年4月13日 1990年5月24日 1990年9月28日 | ゲームボーイ                                          | 水口エンジニアリング                          | 任天堂                 | 512キロビットロムカセット                  | DMG-QXA      | 115万本  | GB専用通信ケーブル対応                            |
| 6   | QIX                         | 1991年1月                                 | NES                                                   | Novotrade                                     | タイトーアメリカ       | ロムカセット                               | NES-QX       | -        |                                                   |
| 7   | QIX                         | 1991年                                    | Atari Lynx                                            | ナイト・テクノロジーズ（Knight Technologies） | Telegames              | ロムカセット                               | LX102        | -        |                                                   |
| 8   | クイックス2000              | 2000年10月26日                            | PlayStation                                           | サクセス                                      | サクセス               | CD-ROM                                     | SLPM 86659   | -        | SuperLite 1500シリーズ                            |
| 9   | タイトーメモリーズ 下巻     | 2005年8月25日                             | PlayStation 2                                         | タイトー                                      | タイトー               | DVD-ROM                                    | SLPM 66092   | -        | アーケード版の移植。 通常版のみ隠しタイトル扱い。 |
| 10  | タイトーメモリーズ ポケット | 2006年1月5日                              | PlayStation Portable                                  | タイトー                                      | タイトー               | UMD                                        | -            | -        | 概要 = アーケード版の移植                         |
| 11  | QIX                         | 2011年6月15日 欧米：2015年7月7日          | ニンテンドー3DS （バーチャルコンソール）              | 水口エンジニアリング                          | 任天堂                 | ダウンロード                               | CTR-RAEJ-JAN | -        | ゲームボーイ版の移植                              |
| 12  | タイトーマイルストーン      | 2022年2月24日                             | Nintendo Switch                                       | ハムスター                                    | タイトー               | Nintendo Switch用ゲームカード ダウンロード | -            | -        | アーケード版の移植                                |
| 13  | クイックス                  | 2022年3月2日                              | イーグレットツー ミニ                                 | 移植担当企業は未発表                          | タイトー               | プリインストール                           |              | -        | アーケード版の移植 縦画面プレイ対応               |
| 14  | クイックス                  | 2022年3月10日                             | PlayStation 4 Nintendo Switch                         | タイトー                                      | ハムスター             | ダウンロード (アーケードアーカイブス)      | -            | -        | アーケード版の移植                                |

ゲームボーイ版
ゲームオーバーの得点に応じて色々なマリオのパフォーマンス（500000点以上だとルイージとピーチ姫、キノピオも登場する）が登場する 。なお、ゲームボーイ版のパフォーマンスにおけるマリオの衣装は、『スーパーマリオ オデッセイ』にて登場する衣装と似ている。2プレイヤーゲームでは1Pがマリオ、2Pがルイージとなる。
TVCM
ゲームボーイ版の発売の際にオンエアされたテレビCMは、落語家・タレントの桂小枝を起用し製作された。これは、ゲーム中の敵キャラのクイックスが線状の物体ですだれに似ていることから、伝統芸の南京玉すだれに精通している桂小枝を起用という流れで、浜辺のビーチで四角いシートを敷いてくつろぐ美女をエリアに見立て、その中で南京玉すだれを演じる桂小枝が邪魔をするといった内容でゲーム内容とも上手くリンクさせており、「私はお邪魔なクイックス♪」というユーモラスなフレーズが好評だった。
イーグレットツー ミニ版
タイトーが何らかの形で関わったアーケードゲームを多数収録して自ら2022年3月2日に発売する「復刻系ゲーム機」。これにプリインストールされた40作品の一つとして収録。#後の作品への影響にも記載した関連作品『ヴォルフィード』も同時収録している。
当機と一体化している液晶ディスプレイでプレイする場合、このディスプレイを物理的に回転して縦に固定することで、アーケード版と同じ縦画面状態のプレイが可能となる。
基盤の発色個体差やモニターの色調整再現の一環として、アーケードアーカイブス版（タイトーマイルストーン版）と比較して、こちらはタイトーメモリーズ収録版を参考に暗めの発色に調整されている（前者はアーケード版フライヤーを参考に明るめに調整）。
FM-7版
アーケード版の筐体にあった2種類のラインボタンが廃止され、境界線からフィールドに向けて移動させると自動でラインが引かれる仕組みに変更された。
イメージストーリー
西暦198X年の夏のある日、某国で開発されていた細菌兵器「QIX」が暑さによって異常発育を遂げる。加えて、火花を散らしながら壁を這い回る生物まで出現した。研究員はカーソルと呼ばれる有線式の作業用ロボットに壁の上を走らせて、安全なところから少しずつ青い薬品を散布させ、これらの生物たちの動きを止めることにした。

## スタッフ
ゲームボーイ版
- 長田達
- わだひろし
- ひがしやあき

## 評価
アーケード版
ゲイムマンというペンネームで活動するライターの府元晶はITmediaに寄せた記事の中で、アーケード版がアメリカで受け入れられた理由について、アーケード版の画面構成が直線を中心としており、ラスタースキャンでありながらも当時同国で流行していたベクタースキャンに近かったためではないかと推測している。
ゲームボーイ版
ゲーム誌『ファミコン通信』の「クロスレビュー」では合計25点（満40点）、『ファミリーコンピュータMagazine』の読者投票による「ゲーム通信簿」での評価は以下の通りとなっており、17.92点（満30点）となっている。また、同雑誌1991年5月24日号特別付録の「ゲームボーイ オールカタログ」では「シンプルだが、意外と戦略的要素が高く、頭を使うゲームだ」と紹介されている。
| 項目 | キャラクタ | 音楽 | 操作性 | 熱中度 | お買得度 | オリジナリティ | 総合  |
| 得点 | 2.44       | 2.49 | 3.16   | 3.36   | 3.10     | 3.37           | 17.92 |
府元晶はITmediaに寄せた記事の中で、ゲームボーイ版の難易度は低く、初心者にお勧めできると述べている。府元は難易度が下げられたと思われる理由について、アーケード版の発売から9年が経過している点や、最初期のゲームボーイの画面が小さいことを挙げている。
FM-7版
Akiba PC Hotline!の佐々木 潤は、FM-7版について、自機の移動速度がアーケード版に近いため、さくさくとラインが引けるのが気持ちよかったと評価している。その一方で佐々木はラインボタンが省略されたことにより、ちょっとした弾みで自機が境界線を越えてクイックスに当たりやすくなった点や、FMシリーズ特有のキー入力問題により、ミス後に自機が復活しても直前に押していたキーの方向へ自動で動いてしまうため、最初のうちは連続して失敗しやすい点を指摘している。また、佐々木は、数面ごとにスパークが増えてクイックスの動きがだんだん賢くなる以外にゲーム内容の変化がないため、ある程度の腕前があると飽きてしまうとも述べている。
PlayStation版
ゲーム誌『ファミ通』の「クロスレビュー」では合計22点（満40点）となっている。
PlayStation 2版
府元は、PlayStation 2版におけるクイックスとスパークスの移動速度の速さについて触れており、アーケード版以上の難易度であると述べている。

## 後の作品への影響
1982年には、本作の続編となる『Qix II - Tournament』が発売されたほか、1987年には『スーパークイックス』が発売された。さらに、1989年にはパワーアップアイテムなどを採用した続編『ヴォルフィード』が発売された。
1995年5月には、タイトーからアーケードゲーム『ついんくいっくす』が発売される予定だったが、正式稼働には至らなかった。この作品のルールは4方向レバー、1ボタン（ライン）でマーカーを操作し、各ラウンドごとに決められたノルマ（ラウンド1では70パーセント、以降ラウンドの進行により上昇していく）以上の領域を占領すればステージクリアというものだった。同作はシリーズ初となる2人対戦プレイが採用される予定であり、対戦プレイにおいては、残機無制限で先に95パーセントの領域を占領した方のプレイヤーが勝ちとなり、3本勝負により最終的な勝敗が決められる予定だった。また、国内版には竹本泉が描いた女性キャラクターのグラフィックが用いられる予定だったほか、ロケテストでは女性キャラクターが脱衣するバージョンも存在した。一方で、海外版のロケテストでは遺跡や異星人をモチーフとしたグラフィックが採用された。なお、同作の海外版は2002年にメディアカイトからサービスが開始される予定であった『ネットげーせん』の対応作品として配信される予定であったが、『ネットげーせん』のMAMEソース流用問題による無期延期（後にメディアカイト倒産により頓挫）の影響で再びお蔵入りになっている。
1999年には、ゲームボーイカラー用ソフト『クイックスアドベンチャー』が発売された。こちらは通常版のQIXの他、クエストクリア型のモードが実装されており、こちらでは特定条件で発見できる宝物の収集要素を持つ。
2002年10月24日には、サクセスよりSuperLite 1500シリーズの一環としてPlayStation用ソフト『バトルクイックス』が発売された。2003年には、『スペースインベーダー』25周年記念として2in1筐体『スペースインベーダー QIX』が登場した。この作品は筐体の左右に両ゲームオリジナルのデザインが施されている。
2009年12月9日には、タイトーより『QIX＋＋』が Xbox Live Arcade/PlayStation Portable用ソフトとして発売された。この作品はタイトー最後のPlayStationシリーズ用のゲームタイトルであった。
他社からも本作のルールをベースとしたゲームが発売・稼働しており、ルールの変更や追加が行われたこともあった。たとえばカネコの『ギャルズパニック』やナムコの『ダンシングアイ』はいずれも脱衣要素を有していることで知られている。
1992年には、データムポリスターよりスーパーファミコン用ソフト『カコマ☆ナイト』が発売された。
1995年に稼働が予定されていながらも中止となったバンプレストのアーケードゲーム作品『タイムボカン』では、独自ルールとして、ジャンプボタンによって自機がフィールドを移動できるルールが存在した。
2007年には、アトラスの『ペルソナ3』を題材とした携帯電話用アプリ『女神転生QIX ペルソナ3』が配信された。
上記のほか、作中作として収録されたケースとしては『ぼくのなつやすみ4 瀬戸内少年探偵団「ボクと秘密の地図」』があり、作中に登場する吉田商店の50円ゲームで本作をプレイできた。